# APF Imagination Machine
L'APF Imagination Machine è la combinazione di una console per videogiochi e di un computer prodotta dalla APF Electronics Inc. alla fine del 1979. La macchina è composta da due componenti separati: l'APF-1000, cioè la console vera e propria, alla quale si aggiunge un supporto contenente una tastiera completa e un lettore di cassette. La APF-1000 venne sviluppata specificatamente per competere con l'Atari 2600 e l'Intellivision.
Considerata il primo computer collegabile direttamente alla televisione e una delle console più espandibili del tempo, La APF Imagination Machine completa veniva venduta al prezzo di 700 dollari statunitensi, mentre al giorno d'oggi viene valutata anche oltre 1.800 dollari.